# Tore Sagen
Pour les articles homonymes, voir Sagen.
 (janvier 2019).
Tore Sagen (né le 7 novembre 1980 à Oslo) est une personnalité médiatique norvégienne, acteur et humoriste.

## Biographie et carrière
Il fit partie d'émissions radiophoniques telles que Holger Nielsens metode et Onkel Happy og Kyrre sur la chaîne NRK P3. Il fait partie du trio Radioresepsjonen, formé en 2006, avec Steinar Sagen et Bjarte Tjøstheim.
Pendant cette période, il a aussi produit «Tores knuteskole (for seiling, fisking, camping og livet selv)» ("l'école des nœuds de Tore (pour la navigation, la pêche, le camping et autres occasions de la vie)"), une courte série en streaming disponible sur le site de la NRK pendant les fêtes de fin d'année 2009-2010. Une autre émission, «Tores spikkeskole (om spikking, kniver, ting og livet selv» ("l'école de sculpture sur bois de Tore (sur la sculpture sur bois, les couteaux, et autres choses de la vie)") est diffusée en 2012. Sur la NRK, Tore Sagen a également participé à l'émission Showbiz et invité à Trygdekontoret ("le bureau de la Sécurité Sociale"). Il est présent à la télévision en automne 2010 avec un nouveau programme,Radioresepsjonen på TV, avec ses acolytes de Radioresepsjonen, Bjarte Tjøstheim et Steinar Sagen.
Tore Sagen est le frère de Steinar Sagen. Il a grandi dans le quartier d'Holmlia à Oslo. Il a fréquenté la Holmlia ungdomsskole (collège) puis la Nordstrand videregående skole (lycée). Il a travaillé pendant deux ans comme technicien lumières au théâtre Nordstrandrevyen. Il devait à l'origine étudier à l'Université d'Oslo, mais y renonça après avoir trouvé un travail d'assistant de rédaction sur la chaîne NRK P3. Il obtint son premier travail de reporter dans l'émission Holger Nielsens metode. Au même moment, il commença des études à la Westerdals Reklameskole (école de publicité de Westerdal), qu'il arrêta après avoir trouvé un emploi à temps plein dans l'émission radio Kyrre (avec Kyrre Holm Johannessen).
Il est l'époux de Live Nelvik, actrice et présentatrice connue pour les émissions Farmen, P3 Gull, P3morgen, Dama til et Lørdagsrådet.

## Filmographie

### Acteur
- 2010 Keeper'n til Liverpool (le frère)
- 2011 Hjelp, vi er i filmbransjen! (le barman)
- 2012 Mer eller mindre mann (Henning)
- 2013 Side om side (Frode Pedersen)

## Littérature
Wessel-Holst, Benedicte: «Stridslystne typer». I: Kreativt Forum Nr. 5 2007